# Bas Brederode
Bas Brederode (1976) is een senior LEGO-ontwerper bij de LEGO Group. In de Nederlands-Belgische versie van het tv-programma LEGO Masters was hij de eenkoppige jury van seizoen 1.

## Loopbaan
Als kind speelde Brederode al met LEGO. Vanuit z’n passies ontwerpen en tekenen ging hij industrieel ontwerpen studeren aan de Technische Universiteit Delft. In het laatste jaar van zijn studie solliciteerde hij bij de LEGO Group, maar zonder succes. Na meer ervaring te hebben opgedaan, solliciteerde Brederode de tweede keer bij de ontwerpafdeling en werd toen wel aangenomen. Voor deze baan verhuisde hij met zijn vriendin naar Billund, waar Brederode nu ook met zijn twee kinderen woont. Als senior geeft Brederode leiding en bouwt hij dagelijks met een groep collega’s aan nieuwe modellen.
Tegenwoordig zijn er meer dan vijftig sets verkrijgbaar die Brederode ontwierp. De meeste sets ontwerpt hij voor LEGO Friends, maar ook aan LEGO Star Wars heeft hij bijgedragen. Daarnaast ontwerpt Brederode nieuwe steentjes; onder meer het 1x1x3 steentje en diverse steentjes voor LEGO Friends gaf hij vorm.
In april 2020 is Brederode als ‘The Brickmaster’ te zien in het tv-programma LEGO Masters. Hij fungeert hierin als de eenkoppige jury in seizoen 1.